# Belmontklanen
Belmontklanen är en fiktiv familj i TV-spelserien Castlevania. Det är den mest framträdande i serien och dess medlemmar tar ofta på sig rollen som huvudperson. 
Sedan 1000-talet har Belmont-klanen haft som uppgift att besegra vampyren Dracula med piskan Vampyrdödaren som går i arv genom de många generationerna.

## Medlemmar
- Leon Belmont (f. 1072) (Lament of Innocence)
- Trevor Belmont (f. 1456) (Dracula's Curse, Curse of Darkness)
- Christopher Belmont (f. 1500-tal) (The Adventure, Belmont's Revenge)
- Soleil Belmont (även kallad Soleiyu) (f. 1576) (Belmont's Revenge)
- Simon Belmont (f. 1669) (Castlevania, Simon's Quest)
- Juste Belmont (f. 1730) (Harmony of Dissonance)
- Richter Belmont (f. 1773) (Rondo of Blood, Symphony of the Night)
- Julius Belmont (f. 1980) (Aria of Sorrow, Dawn of Sorrow)